# Fokker Technologies
Fokker Technologies je nizozemský letecký výrobce. Společnost disponuje výrobními závody navrhujícími, konstruujícími a vyrábějícími součásti letadel, podvozky a elektrické systémy pro letecký a obranný průmysl. Kromě výrobních kapacit se zabývá také poskytováním údržby a dalších služeb majitelům a provozovatelům letadel.
Po úpadku bývalého výrobce Fokker v roce 1996 zakoupila jeho podniky specializované na leteckou výrobu a údržbu společnost Stork B.V. a sdružila je pod názvem Stork Aerospace. Do roku 2010 skupina vystřídala několik názvů, načež se vrátila ke značce Fokker. V roce 2015 společnost získal britský koncern GKN.

## Divize
Společnost se skládá z celkem čtyř obchodních jednotek:
- Fokker Aerostructures (konstrukce draků)
- Fokker Elmo (elektroinstalace)
- Fokker Landing Gear (podvozky)
- Fokker Services (poskytování údržby a služeb)